# Crocidura negrina
Crocidura negrina — білозуба землерийка, яка зустрічається лише на острові Негрос на Філіппінах. Єдині відомі екземпляри були зібрані в первинних низинних і гірських лісах від 500 до 1450 м. Невідомо, чи може він адаптуватися до антропогенних середовищ існування за межами лісу, хоча це малоймовірно.